# Kaluđer
Kaluđer (grč. kalógeros: dobri starac < kalós: častan + gérōn: starac; pokr. kalođer), monah, onaj tko se zamonašio, redovnik pravoslavne crkve koji živi u manastiru. Žena kaluđerica.
U drevna vremena mladi su tako zvali stare monahe, da bi se kasnije taj izraz počeo upotrebljavati za monahe uopće. Riječ kaluđer sreće se u mnogim spomenicima književnosti.
Od riječi kaluđer nastala su brojna prezimena: Kaluđer, Kaluđera, Kaluđerčić, Kaluđerević, Kaluđeri, Kaluđerov, Kaluđerović, Kaluđerski, Kalođera... i toponimi: Kaluđerac (Budva), Kaluđerce (Leskovac), Kaluđerec (Brod u Makedoniji), Kaluđerica (Radoviš i Beograd), Kaluđerovac (Gospić), Kaluđerovići (Priboj), Kaluđerovo (Babušnica, Bela Crkva) itd.